# Badly Drawn Boy
Damon Gough (Dunstable, Berdfordshire, Inglaterra; 2 de octubre de 1969), conocido por el nombre artístico Badly Drawn Boy, es un cantautor indie británico.
Escogió su nombre artístico a partir un personaje de la serie de dibujos animados Sam and his Magic Ball, que vio en la televisión en una fiesta en Trafford, Gran Mánchester, en 1995. Desde entonces ha lanzado seis álbumes de estudio, dos bandas sonoras, una compilación y seis EP.

## Trayectoria
Gough nació en Dunstable, Bedfordshire, aunque creció en el área de Breightmet en Bolton, Gran Mánchester, Inglaterra. Cita al cantautor estadounidense Bruce Springsteen como su héroe musical. Su carrera discográfica comenzó en septiembre de 1997 con el lanzamiento en vinilo de cinco pistas "EP1" que se distribuyó entre amigos y familiares. En abril de 1998, Gough lanzó su segundo EP, "EP2", cuya pista "I Love You All" se transfirió más tarde a una caja musical lanzada junto con el EP. Su tercer EP, "EP3", fue lanzado en noviembre de 1998 en formatos de CD y vinilo, y fue el primer lanzamiento de lo que se convirtió en una colaboración duradera con XL Recordings. En el mismo año colaboró con la banda Unkle para su primer álbum Psyence Fiction y con Doves con la grabación en vivo de la canción "Road Movie".
Su primer álbum de estudio, The Hour of Bewilderbeast, fue lanzado en junio de 2000. El álbum fue clamado por la crítica y ganó el Premio Mercury. Se vendieron 300.000 copias. Después de un pequeño descanso, en 2002, Damon volvió con la banda sonora de la película About a Boy, una adaptación de la novela homónima de Nick Hornby. Su tercer álbum, Have You Fed the Fish?, introdujo más guitarras y una serie de arreglos musicales que lo convertían quizás en una obra más comercial. Una larga gira americana acompañó la edición de este LP.
Después de su permanencia en EE.UU, Gough añoró tanto su casa que grabó su siguiente disco en Stockport, Mánchester, One Plus One Is One se convirtió además en un retrato de su vida personal. En el disco habla de la muerte de un gran amigo y de la pérdida de su abuelo en el desembarco de Normandía. Lanzado en 2004, no tuvo un gran éxito comercial y Gough decidió romper el contrato que mantenía con XL Recordings.
Dos años más tarde lanzó Born in the U.K. El álbum fue promocionado inicialmente con una gira pequeña por el Reino Unido cuyos beneficios fueron donados a Intermón-Oxfam. En 2009 lanzó el álbum Is There Nothing We Can Do, otra banda sonora, esta vez de la película Fattest Man In Britain, dirigida por David Blair, y que se estrenó ese mismo mes. El álbum fue lanzado en su propio sello BDB Records. Su séptimo álbum, It's What I'm Thinking Pt.1 - Photographing Snowflakes, el primero de una trilogía planeada de álbumes que se lanzarán bajo el título It's What I'm Thinking, fue lanzado en octubre de 2010.
En 2011, un retrato de Gough pintado por el artista británico Joe Simpson se exhibió por el Reino Unido, incluida una exposición individual en el Royal Albert Hall.
En marzo de 2012, lanzó otra banda sonora, para Being Flynn, dirigida por Paul Weitz, quien había trabajado anteriormente con Gough en el álbum de la banda sonora About a Boy.
En julio de 2015, para conmemorar el decimoquinto aniversario del lanzamiento de The Hour of the Bewilderbeast, Gough realizó una breve gira por el Reino Unido.

## Discografía
- The Hour of Bewilderbeast (2000).
- About a Boy (2002).
- Have You Fed the Fish? (2002).
- One Plus One Is One (2004).
- Born in the U.K. (2006).
- Is There Nothing We Could Do? (2009).
- It's What I'm Thinking Pt.1 – Photographing Snowflakes (2010).
- Being Flynn (2012)
- Banana Skin Shoes (2020).